# Кам'янська волость (Херсонський повіт)
Кам'янська волость — історична адміністративно-територіальна одиниця Херсонського повіту Херсонської губернії.
Станом на 1886 рік — складалася з 1 поселення, 1 сільської громади. Населення — 3823 осіб (1928 чоловічої статі та 1895 — жіночої), 623 дворових господарств.
|                    | Площа, десятин | У тому числі орної, дес. |
| ------------------ | -------------- | ------------------------ |
| Сільських громад   | 16899          | 13645                    |
| Казенної власності | 1312           | 388                      |
| Іншої власності    | 130            | 130                      |
| Загалом            | 18341          | 14163                    |

Поселення волості:
- Кам'янка (Констянтинівка) — село при річці Кам'янка за 175 верст від повітового міста, 3823 особи, 623 двори, церква православна, школа, 3 лавки, земська станція, 3 ярмарки, базар щопонеділка.